# San Esteban de Nogales
San Esteban de Nogales es un municipio y villa española de la provincia de León, en la comunidad autónoma de Castilla y León. Cuenta con una población de 243 habitantes (INE 2024).

## Geografía
Ubicación
San Esteban de Nogales se encuentra en la comarca de La Valdería, a 782 m s. n. m., junto al río Eria. Su territorio limita al norte con Castrocalbón y Quintana del Marco, al sur con la provincia de Zamora, en concreto con los municipios de Alcubilla de Nogales, Villageriz y Fuente Encalada, al este con Alija del Infantado y al oeste con Castrocalbón. El territorio del término municipal está representado en las hojas 231 y 269 del Mapa Topográfico Nacional.
| Noroeste: Castrocalbón            | Norte: Castrocalbón      | Noreste: Quintana del Marco |
| Oeste: Castrocalbón               |                          | Este: Alija del Infantado   |
| Suroeste Fuente Encalada (Zamora) | Sur: Villageriz (Zamora) | Sureste: Arrabalde (Zamora) |

## Historia
En abril de 1150 el conde Vela Gutiérrez y su mujer Sancha Ponce, donan a una orden religiosa el territorio de Valdería con todas sus pertenencias, a saber, la villa que llaman Nogales, que a su vez habían recibido en heredad de Alfonso VII.

## Demografía
Cuenta con una población de 243 habitantes (INE 2024).
| Gráfica de evolución demográfica de San Esteban de Nogales entre 1857 y 2021 |
| |
| Población de derecho según los censos de población del INE. Población de hecho según los censos de población del INE. En 1857 aparece este municipio porque se segrega de San Pedro Bercianos. |

## Cultura

### Patrimonio monumental

#### Real Monasterio de Santa María de Nogales

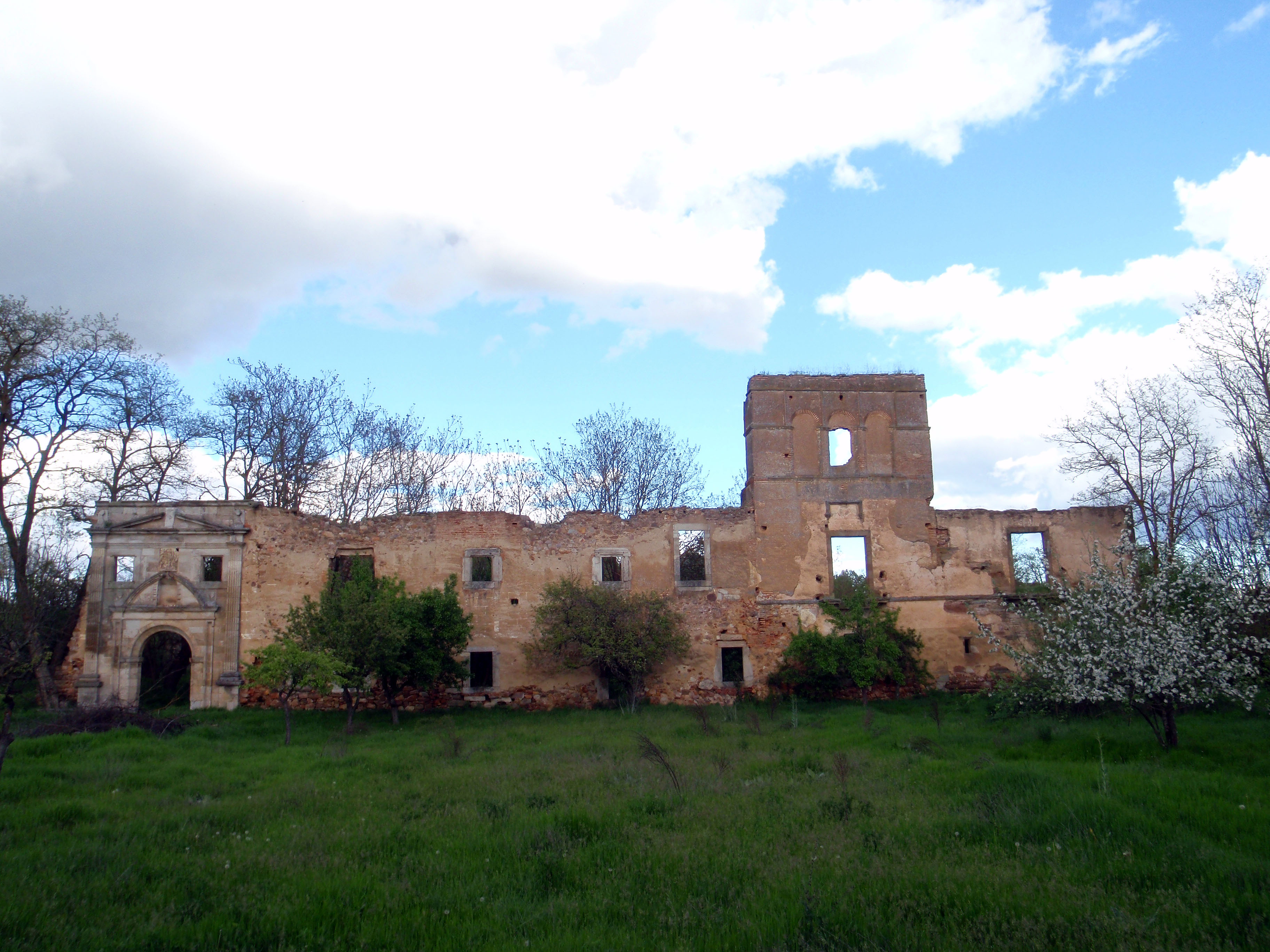
Monasterio de Santa María de Nogales

El 20 de diciembre de 1164, la viuda del conde Vela Gutiérrez, Sancha Ponce de Cabrera, traspasa al Monasterio de Santa María de Moreruela de la orden cisterciense todas las posesiones y pertenencias del territorio de Nogales en derecho hereditario para que construyan otro monasterio que se llamaría Santa María de Nogales. 
A partir de este momento y hasta que los monjes tras la desamortización abandonaron el monasterio, a mediados del siglo XIX, la comarca del Eria estuvo regida según las pautas de la Orden. Este asentamiento estableció el modelo de repoblación y nueva ordenación a todos los niveles; social, cultural, agrícola y económico. Al mismo tiempo significó la aparición de la Villa de Nogales, formaba en principio por los siervos y criados de los Monjes.

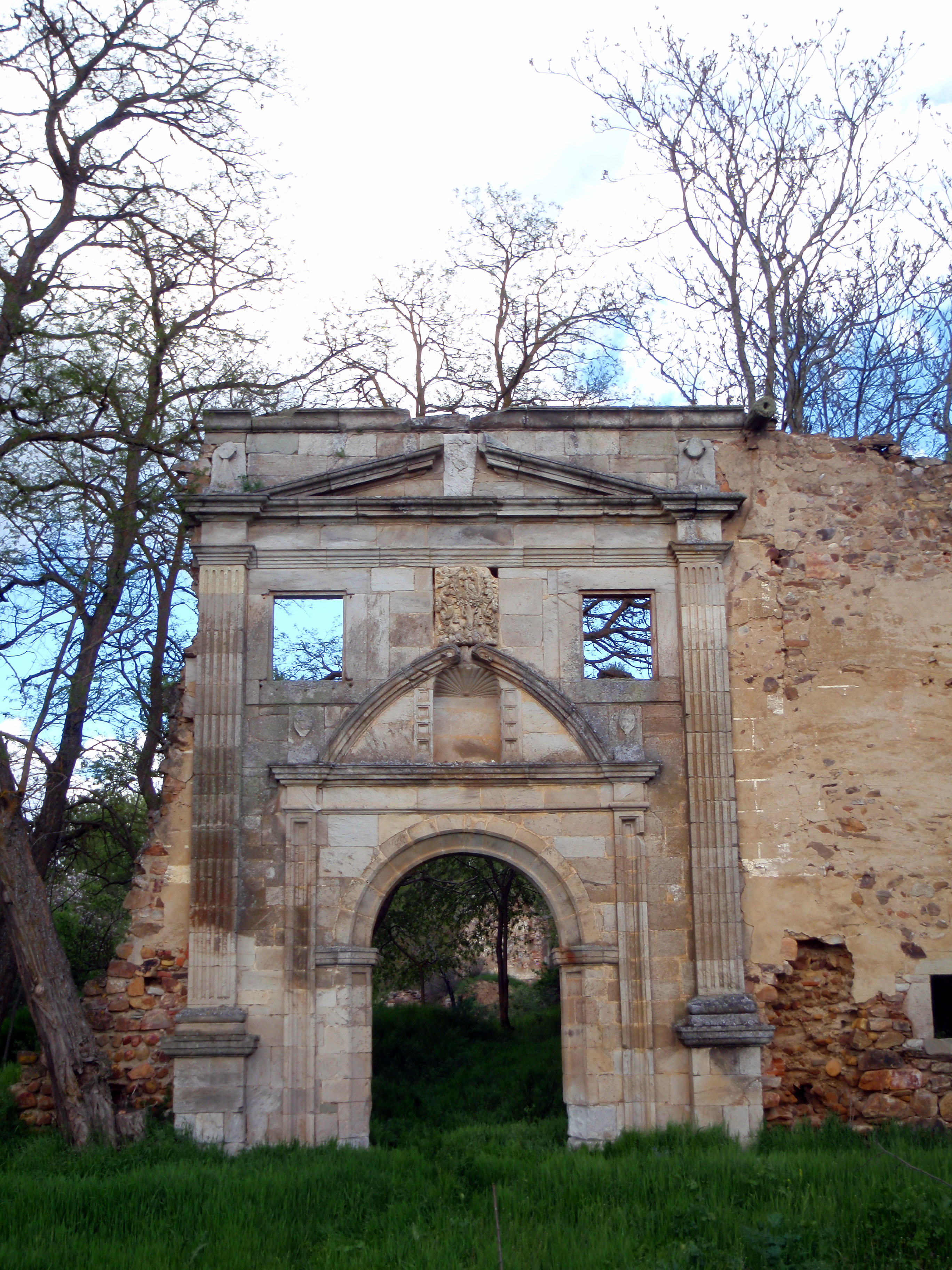
Detalle de la portada

Sin una construcción suntuosa, Santa María de Nogales está emplazada según los criterios de la orden del Cister: un valle de tierras fecundas, abundancia de agua, y soledad impresionante. Durante más de siete siglos destacó por ser cuna de grandes varones, emporio de letras y ciencia, donde salieron consejeros reales y catedráticos para la Universidad de Alcalá. 
En la actualidad, solo se conservan las ruinas y los restos de su grandeza: paredones dispersos, la espadaña de la Iglesia y el arco de entrada principal con su escudo heráldico. Sin embargo, el paraje que lo circunda, huerta fértil, abundante vegetación, árboles frutales y las aguas del río Eria, invitan al paseo relajado, la contemplación y el disfrute de la naturaleza.

#### Ermita de San Jorge
Según la tradición oral, La Ermita data de mediados del siglo XVII, como consecuencia del enfrentamiento entre el pueblo de S. Esteban, que deseaba tener Iglesia propia, y el Abad del Monasterio, que quería oficiar todo el culto en la Iglesia del mismo. El litigio se resolvió con la edificación de la Ermita, aunque los oficios siguieron celebrándose en el Monasterio. 
La Orden Cisterciense manifestaba una particular advocación por San Jorge, por lo que la Ermita se erigió en su honor. San Jorge es uno de los personajes más populares del santoral cristiano. Pese a ello, pocos datos fiables se conocen acerca de su existencia; parece ser que nació en la región turca de Capadocia, que fue soldado, y que murió decapitado en defensa de su fe. El episodio más conocido de su vida es el que rememora un legendario combate en el que el santo tuvo que medir fuerzas con un dragón para defender a una joven princesa, obteniendo finalmente la victoria. 
La elección del paraje para el asentamiento de la Ermita se fijó al otro lado del río Eria, para que hubiera que cruzar sus aguas. En este sentido se ha perpetuado, hasta nuestros días, el ritual de la construcción en hacendera de un puente de madera aliso, que las crecidas del invierno arrastran cada año. El 23 de abril es el día de la festividad de San Jorge.

#### Iglesia de Nuestra Señora del Rosario
La iglesia de Nuestra Señora del Rosario fue inaugurada, en su primera fase, el 4 de octubre de 1896, utilizando para ello la piedra de la sierra de Arrabalde. Los planos fueron realizados por el Ingeniero Rogelio Cañas, y firmados por el arquitecto Arsenio Alonso; siendo la dirección de la obra a cargo de Modesto Díez, Ingeniero y administrador del Duque de Alba de Castrocalbón. 
En la segunda fase se construyó la torre, que se inauguró en 1911. Está confeccionada con la piedra del Monasterio y, según dicen, guarda similitud con la torre que existía en la Iglesia del Monasterio.

### Patrimonio natural
Parajes naturales: monte de encina, jara y tomillo, riberas del río Eria con amplias zonas de chopos.

### Ferias y fiestas
- 23 de abril, San Jorge. Declarada de Interés Provincial. Construcción del puente de madera de aliso, procesión a la ermita, tradicional danza de palos, canto del ramo, muestra de folclore y representación callejera con pirotecnia de la leyenda de San Jorge y el dragón.
- 9 de mayo, San Gregorio. Bendición de Campos.
- 15 de mayo, San Isidro Labrador. Se hace una procesión con el pendón, la virgen y la imagen de San Isidro, se recorre la vega del pueblo por la parte de la derecha. A continuación se oficia la misa correspondiente, y algunos años se celebra una comida popular en la casa del cazador y otros años una merienda en el frontón.
- 15 de agosto, fiesta de la Asunción de la Virgen.